# Winx Club (игра, 2006)
Winx Club (с англ. — «Клуб Винкс») — компьютерная игра в жанре action-adventure от третьего лица с элементами платформера, разработанная DC Studios по заказу Konami и выпущенная в 2006 году для игровой приставки PlayStation 2 в Европе и для PC-совместимых компьютеров под управлением операционной системы Windows в Европе и Северной Америке. Игра основана на событиях первого сезона итальянского мультсериала «Клуб Винкс». По сюжету земная девушка Блум внезапно узнаёт, что является феей, и поступает в школу волшебства, находящуюся в другом измерении. Там она встречает подруг, с которыми создаёт команду под названием «Клуб Винкс» и вместе с ними борется со злом, попутно узнавая тайны своего прошлого.
Игрок управляет Блум и выполняет различные задания, от мелких почтовых поручений до магических сражений с противниками. Некоторые из заданий обязательны для прохождения игры по сюжету, а остальные являются второстепенными, и за их выполнение игрок может получать дополнительные игровые предметы, включая одежду для Блум, а также разблокировать бонусные изображения и видео. Игровой мир делится на три основные зоны: внешний мир, школу и места поединков с боссами. Во время поединков с боссами Блум пользуется своей волшебной трансформацией, а также может один раз воспользоваться силой какой-либо другой девушки из Клуба Винкс: это включает уникальные атаки и пополнение шкалы здоровья. Помимо того, игра содержит испытания на время, мини-игры и диалоги с другими персонажами, часть из которых незначительно влияет на концовку игры.
Игра получила смешанные отзывы критиков, которые в целом сходятся во мнении, что разработчикам удалось передать атмосферу оригинального сериала. В то же время ряд рецензентов обратил внимание на слабую графическую составляющую, а также ряд ощутимых багов в версии для ПК. В отдельных рецензиях отмечаются недостатки версии для PlayStation 2 в виде проседания частоты кадров и графической составляющей, далёкой от стандартов платформы. Другие рецензии хвалят игру за удачное сочетание элементов платформера с элементами квеста и сравнивают игру с предшествующими удачными платформерами. В то же время, альтернативное мнение заключается в том, что эти элементы были добавлены в игру только с целью отвлечь внимание игрока от недостатка динамичных сцен. Звуковая составляющая игры в основном получила положительные отзывы, хотя некоторые критики сочли её однообразной и заурядной.

## Мир игры
Игра основывается на сеттинге первого сезона итальянского мультсериала «Клуб Винкс». Его сюжет повествует о команде юных фей, называющих себя Винкс и борющихся со злом в мире волшебства. Вымышленная вселенная сериала состоит из нескольких измерений, главным из которых является Магикс — волшебный мир, закрытый от обычных людей и населённый феями, ведьмами, пикси, ограми, троллями, монстрами и другими существами. Концепция волшебства фей в сериале представлена в виде волшебных трансформаций, увеличивающих запас волшебных сил. На момент событий первого сезона, на котором основывается игра, героиням доступна только базовая трансформация, которую фея впервые получает во время сильного эмоционального переживания или опасности.
Главные героини — пять девушек с разных планет: Блум, Стелла, Флора, Муза и Текна. Все они являются ученицами Алфеи — школы для фей. Блум и Стелла на своих планетах являются принцессами. Блум узнаёт эту информацию о себе по ходу игры. У героинь есть бойфренды — так называемые специалисты из школы Красный Фонтан, где они учатся владеть лазерным оружием. Специалисты присутствуют в игре, но только в качестве неигровых персонажей. Также в игре в качестве боссов фигурируют постоянные антагонистки сериала — ведьмы Айси, Дарси и Сторми, называющие себя Трикс. Это бывшие ученицы школы для ведьм Облачная Башня, которые пытались захватить волшебную страну и все три школы, включая собственную.

## Игровой процесс
| Системные требования    | Системные требования                                 | Системные требования                        |
| ----------------------- | ---------------------------------------------------- | ------------------------------------------- |
|                         | Минимальные                                          | Рекомендуемые                               |
| Windows                 |                                                      |                                             |
| ОС                      | Windows XP/ME/2000/98                                | Windows XP/ME/2000/98                       |
| ЦПУ                     | Pentium III 1 GHz                                    | Pentium IV 1 GHz                            |
| Объём ОЗУ               | 128 MB                                               | 256 MB                                      |
| Место на диске          | 1.4 GB                                               | 1.4 GB                                      |
| Информационный носитель | DVD                                                  | DVD                                         |
| Видеокарта              | минимум 64 MB видеопамяти, с поддержкой DirectX 9.0c | 128 MB видеопамяти                          |
| Звуковая плата          | DirectX 9.0c-совместимая                             | DirectX 9.0c-совместимая                    |
| Устройства ввода        | клавиатура, компьютерная мышь и/или геймпад          | клавиатура, компьютерная мышь и/или геймпад |

Наглядная демонстрация платформерного элемента игры. Блум цепляется за край платформы.

Игра относится к жанру action-adventure с элементами платформера, а также содержит элементы головоломки и RPG. Единственным управляемым персонажем в игре является Блум. Игровой мир делится на три основные секции: школу Алфея, внешний мир и места поединков с боссами. В игре повсюду расположены награды в виде звёздочек и кристаллов. Сбор этих предметов позволяет покупать новую одежду для Блум, а также открывать игровые концепт-арты и видеоролики. Некоторые награды доступны только в сундуках, испытаниях на время или в качестве награды за выполнение второстепенных заданий, другие свободно разбросаны по миру игры, а также выпадают из побеждённых противников.
Сюжетная линия игры делится на ряд сценариев, включающих поиск предметов, спасение других фей и волшебных существ. Некоторые задания невозможно пройти без прыжков и лазания, являющихся основными составляющими платформеров, в то время как другие миссии включают в себя поиск предметов, решение загадок и общение с неигровыми персонажами. Наиболее важные персонажи, предлагающие задания или какие-либо предметы, выделены специальными маркерами. Статус полученных заданий отображается в отдельном меню в виде дневника, который также сохраняет записи о последнем диалоге. После сюжетных заданий игрок постоянно возвращается в Алфею, где может свободно исследовать её и общаться с персонажами. Некоторые задания в Алфее необходимо пройти для продолжения сюжетной линии, а второстепенные задания можно получать у неигровых персонажей. В основном они сводятся к простым почтовым поручениям, но иногда представляют собой требования ответа на несложные вопросы на знание сюжета. Во время диалогов Блум со Скаем игрок может выбирать разные варианты ответов, которые влияют на финальную заставку игры.

Блум сражается с боссом и пользуется спецспособностью Текны для защиты

Для сражений с противниками игроку доступны волшебный щит и два типа атак, которые усиливаются по ходу игры. Враги делятся на обычных монстров, погибающих после недолгого обстрела волшебными сферами, и боссов, для победы над которыми требуется больше времени и усилий, а также в некоторых случаях требуется найти их слабые места, в которые нужно целиться. Обычные противники не ограничивают игрока в перемещении, в то время как с боссами можно сражаться исключительно в обличье феи, перемещаясь по кругу вокруг них и черпая энергию из энергетических шаров, парящих в воздухе рядом с игроком, одновременно избегая атак противника. В ряде случаев к сражению с боссами в качестве неигровых персонажей подключаются другие Винкс: Флора способна восполнять запас здоровья игрока, а остальные могут совершать различные уникальные атаки. Однако воспользоваться их помощью можно только единожды за бой. Шкала здоровья игрока представлена в виде цветков. Игрок имеет возможность увеличивать максимальный запас здоровья, находя специальные пауэр-апы под названием Dragon Seed (с англ. — «Семя Дракона»).

## Сюжет
Шестнадцатилетняя девушка Блум гуляет в парке со своим кроликом и внезапно обнаруживает в себе волшебные силы. Она встречает фею по имени Стелла, подвергшуюся нападению огра Кнута, который пытается украсть её волшебное кольцо. Блум удаётся отбить атаку огра и спасти Стеллу, после чего девушки вместе отправляются в волшебный мир Магикс, где люди живут вместе с волшебными существами, такими как феи и ведьмы. Блум принимает предложение Стеллы и поступает в школу для фей под названием Алфея, где девушки встречают новых подруг: Флору, Музу и Текну, с которыми образовывают клуб «Винкс». Вскоре выясняется, что в школе будет бал, на который приглашены специалисты из школы Красный Фонтан. На балу Блум знакомится с одним из специалистов по имени Брендон. Подруги отправляются на болото, где спасают специалистов из ловушки и узнают, что те потеряли пойманного тролля. Блум отправляется по следам тролля, находит и побеждает его. После этого девушки сталкиваются с ведьмами Айси, Дарси и Сторми, называющими себя Трикс, и узнают, что тролль был слугой Дарси. Трикс угрожают Текне и заставляют Стеллу отдать своё кольцо, в котором, как они полагают, находится сила Огня Дракона. От Фарагонды, директора школы Алфея, Блум узнаёт, что Огонь Дракона, который ищут Трикс, происходит от Великого Дракона, создавшего Волшебную вселенную своим дыханием. Сила хранилась на планете Спаркс, которая затем была уничтожена.
Винкс проникают в Облачную Башню через туннели под Алфеей и находят кольцо Стеллы в мусоре, а затем попадают в архив школы, где к Блум приходит видение о детстве. Директриса Облачной Башни Гриффин насылает на фей монстров. Начинается пожар, но голос таинственной девушки ведёт Блум к выходу. Блум звонит родителям, от которых узнаёт о своём внеземном происхождении и о том, что была удочерена. Трикс проникают в Алфею в поисках Огня Дракона и понимают, что она заключена в Блум, но сбегают прежде, чем их находят учителя. Во сне Блум видит призрак спасшей её девушки. На следующий день героиня идёт в город Магикс на свидание с Брендоном. Позднее Фарагонда рассказывает ей, что призрак из снов Блум принадлежит нимфе Дафне, но предлагает героине искать остальные ответы самостоятельно. Блум узнаёт, что Скай подрался с другим специалистом Ривеном в преддверии праздника, и Винкс отправляются в Красный Фонтан, чтобы узнать подробности. Там Блум сталкивается с принцессой Диаспро и думает, что это замаскированная Айси, которая хочет поссорить её с Брендоном. Выясняется, что Брендон — на самом деле принц Скай, который поменялся местами со своим сквайром Брендоном, а Диаспро — невеста Ская. Расстроенная Блум отправляется домой на Землю. Трикс выбирают этот момент для нападения и крадут силу Огня Дракона у Блум. Блум и остальные Винкс отправляются в королевский дворец замёрзшего Спаркса, где Блум надеется вернуть свои силы. Там они встречают Дафну, которая рассказывает Блум, что они сёстры и принцессы Спаркса. К Блум возвращаются её волшебные силы.
По возвращении в Алфею Блум узнаёт, что школа подверглась нападению Трикс и понесла урон, а Красный Фонтан полностью уничтожен. Фарагонда просит Блум отправиться в Облачную Башню, чтобы забрать Огонь Дракона. Кнут, который перешёл на сторону фей, отводит Винкс и специалистов в школу ведьм. Выясняется, что Трикс устроили им ловушку, но героев спасает Гриффин. Она телепортирует студенток Облачной Башни и специалистов в Алфею, а Блум и Скай отправляются на ветроцикле через лес. Они попадают в аварию и общаются у костра. Во сне к Блум снова приходит Дафна и зовёт её на озеро Крисалис, где она обитает. Дафна объясняет Блум, что Огонь Дракона является её неотъемлемой частью, такими же как личность или воспоминания о детстве, и к Блум возвращается её полная сила. Трикс насылают на Алфею армию монстров, и начинается финальная битва, в которой Блум побеждает Айси. После битвы с Айси игрок видит один из трёх запрограмированных вариантов финальной заставки в зависимости от выбранных вариантов ответов в более ранних диалогах со Скаем. Если игрок выбирал романтические варианты ответов, в этом ролике Блум и Скай целуются. При выборе нейтральных ответов они обнимаются, а при отрицательных ответах — просто стоят рядом и смеются. Когда игрок посещает Красный Фонтан до окончания игры, в случае романтических ответов в комнате Ская стоит фотография Блум, а в случае сдержанных — фотография Диаспро.

## Выход игры
Первый анонс игры состоялся в мае 2005 года на выставке E3. Первоначально её планировалось выпустить осенью 2005 года вместе с одноимённой игрой для Game Boy Advance. Winx Club входит в число игр, изданных Konami в рамках договора с Rainbow и 4Kids Entertainment по выпуску тематических игр, основанных на одноимённой вселенной. Джефф Маллиган, тогдашний директор по производственным вопросам Konami, с энтузиазмом отозвался о предстоящей линейке игр, отметив, что они прекрасно впишутся в ряд игр для девочек, издаваемых компанией. Глава Rainbow Иджинио Страффи также положительно высказался об этой инициативе, выразив надежду, что глобальное партнёрство с международным издателем видеоигр поспособствует дальнейшему развитию бренда и дополнительно поможет продвижению недавно вышедшего на экраны второго сезона мультсериала. Глава 4Kids, Альфред Р. Кан, сообщил, что к данному партнёрству его склонило стремительное развитие ниши игр для девочек. В декабре 2005 года из дополнительного анонса Konami стало известно, что игра для PlayStation 2 и персональных компьютеров выйдет в марте 2006 года. Выход игры состоялся 17 марта 2006 года в Европе для PlayStation 2 и персональных компьютеров и 28 апреля 2006 года в Северной Америке для персональных компьютеров.

## Отзывы
| Сводный рейтинг                      | Сводный рейтинг | Сводный рейтинг |
| Издание                              | Оценка          | Оценка          |
| Издание                              | PC              | PS2             |
| ------------------------------------ | --------------- | --------------- |
| MobyRank                             | 53/100          |                 |
| Иноязычные издания                   |                 |                 |
| Издание                              | Оценка          | Оценка          |
| Издание                              | PC              | PS2             |
| Jeuxvideo.com                        | 9/20            |                 |
| MeriStation                          | 6/10            |                 |
| Ultimagame.es                        | 6,5/10          | 6,5/10          |
| Everyeye.it                          |                 | 3,5/10          |
| Multiplayer.it                       |                 | 6/10            |
| SpazioGames.it                       | 6/10            |                 |
| PC Gameplay                          | 70/100          |                 |
| PlayStation 2 Official Magazine — UK |                 | 6/10            |
| Русскоязычные издания                |                 |                 |
| Издание                              | Оценка          | Оценка          |
| Издание                              | PC              | PS2             |
| Absolute Games                       | 30 %            |                 |
| 7Wolf                                | 6/10            |                 |

Игра получила от критиков относительно невысокие общие оценки. Несмотря на это, большинство критиков сходится во мнении, что разработчикам удалось хорошо передать стилистику и атмосферу оригинального сериала. «Всё это выглядит красиво и сказочно», — обобщает Элс Белленс в бельгийском журнале PC Gameplay. Энрике Гарсия с испанского сайта MeriStation положительно воспринял игру, подчеркнув, что она не относится к проходным продуктам, основанным на популярных мультфильмах, а является достаточно интересным оригинальным произведением. По словам рецензента, разработчикам удалось удивительным образом соединить элементы оригинального сериала с трёхмерным пространством игры как в эстетическом, так и в сюжетном смысле; модели персонажей соответствуют их мультипликационным прототипам: у них те же пропорции, причёски, одежда и характеры. Бен Уилсон в PlayStation 2 Official Magazine — UK пишет, что игра обладает хорошим, связанным повествованием, которое объединяет все элементы игры в единое целое. Хосе Карлос Фернандес Хурадо с испанского ресурса Ultimagame.es положительно отмечает обилие диалогов со второстепенными персонажами и более глубокое раскрытие их характеров.
Критик с французского сайта Jeuxvideo.com тоже указывает, что дизайн персонажей близок к оригиналу, и аналогичным образом отзывается о сценарии. Однако, по его мнению, поклонников сериала разочарует то, что игра недостаточно длинная, а также недостаток размеренности повествования и отсутствие возможности управлять остальными Винкс. Итальянские критики, хотя и замечают стилистическое сходство игры с мультсериалом, отзываются о ней как о низкобюджетном продукте, созданном для поклонников франшизы без особенного внимания к качеству. Маттео Маццали с сайта Everyeye.it связывает это с типичным маркетингом, направленным на лёгкую прибыль. Томмасо Пульезе с сайта Multiplayer.it отзывается об этом сходным образом: «обычный плод мерчандайзинга, выполненный без особого внимания для достижения единственной цели: привлечь поклонников серии». Марина Орлова с ресурса Absolute Games называет игру «типичной халтурой с подходящей аббревиатурой» и настоятельно советует девушкам воздержаться от её покупки в пользу Tomb Raider: Legend, отмечая многочисленные баги в версии Winx Club для персональных компьютеров. При этом рецензент с другого русскоязычного сайта 7Wolf высказывает прямо противоположное мнение. Он считает, что разработчики проделали талантливую работу по воссозданию мира Винкс в компьютерной игре, которая подходит всем девушкам и поклонникам сериала в целом.

### Геймплей
Геймплей игры получил смешанные оценки. Часть критиков особо выделяет качественный элемент платформера. Гарсия положительно отзывается об удачном сочетании элементов квеста и платформера без резких скачков между ними, а Хурадо сравнивает игру с классическими платформерами, где игроку всегда подсказывается путь следования, а сам процесс достаточно увлекателен. Критик с сайта 7Wolf также ставит игру в один ряд с классическими примерами трёхмерных аркадных платформеров. Белленс пишет, что игра чередует элементы экшена с приключениями, но последние сводятся только к «охоте за сокровищами и некоторым мини-играм в Алфее». В то же время критик отметил, что боевая система в игре «хорошо продумана». Французский сайт Jeuxvideo.com описывает геймплей игры как достаточно интуитивный, но «не доставляющий удовольствия». Элементы платформера французский рецензент называет скорее попыткой отвлечь внимание от недостатка динамичных сцен. Что касается встроенных мини-игр, автор рецензии называет их потенциально интересной задумкой, которую, однако, портит их однообразие. Задания по исследованию игрового мира критик считает достаточно монотонными и подчёркивающими ограниченность геймплея, а также осуждает необходимость выполнять однообразные квесты всякий раз по возвращении в Алфею, чтобы продолжить основной сюжет. Положительно автор отзывается об оригинальных поединках с игровыми боссами, во время которых геймплей полностью изменяется, и в этом с ним солидарен Хосе Хурадо. В остальном же Хурадо не считает игру сколько-нибудь оригинальной, поскольку она повторяет опыт многих классических предшественниц.
Ряд критиков положительно отзывается о наличии многочисленных второстепенных заданий, значительно увеличивающих игровое время. С другой стороны, Марина Орлова оценивает эти квесты как однообразные и примитивные. Критик с Jeuxvideo.com иронично выражает эту мысль так: «Разыскивая книгу для директрисы или обследуя всю школы в поисках пары ножниц, вы, скорее всего, не успеете заскучать». Возможность смены нарядов главной героини Хурадо находит одной из самых интересных черт игры, а французский критик заключает, что это единственная функция игры, имеющая отношение к моде. Томмасо Пульезе обращает внимание на то обстоятельство, что получение различных нарядов является целью многих заданий: по его мнению, это указывает на то, что игра ориентирована прежде всего на женскую аудиторию. Искусственный интеллект противников Хосе Хурадо описывает как слабый, а Энрике Гарсия добавляет, что враги могут застрять между объектами, минимизируя усилия для победы над ними в таких случаях. Элс Белленс и Бен Уилсон в своих обзорах порекомендовали игру молодой аудитории, отметив, что опытным игрокам она покажется слишком лёгкой. Испанские же критики считают сложность игры чрезмерной для детей, а Хосе Хурадо также отмечает её несбалансированность: противники являются достаточно сильными с самого начала, в то время как игрок зарабатывает силы постепенно. Рецензент также обращает внимание на неочевидный характер некоторых подсказок, из-за которого игрок может потерять много времени на выяснение того, куда они ведут. Отдельно ряд критиков обратил внимание на баги и недоработки игры на обеих платформах. Больше всего рецензенты делают акцент на проблемах с внутриигровой камерой. Так, журналист сайта SpazioGames.it называет движение камеры «пьяным», российские критики приписывают ей «застывания» и «тормоза», а Энрике Гарсия пишет, что камера может неожиданно повернуться таким образом, что управляемая героиня становится не видна. Томмасо Пульезе в разборе версии для PlayStation 2 отметил, что частота кадров проседает в самых динамичных сценах из-за недостатка оптимизации игры для этой платформы. Марина Орлова среди багов ПК-версии выделила «проваливающиеся» текстуры и «зависающие» игровые меню.

### Графика
Графическая составляющая игры также получила смешанные отзывы, хотя в основном оценивается как слабая. Энрике Гарсия, с одной стороны, упоминает яркие локации, отражения в воде и предметах, но при этом пишет, что модели персонажей и предметов содержат низкое количество полигонов, а все магические атаки сводятся к метанию огненных сфер. Хосе Хурадо даёт технической составляющей игры сравнительно невысокую оценку: враги не блещут разнообразием, вода не мочит и не плескается, цветы не двигаются, в игре присутствуют невидимые стены. В рецензии Jeuxvideo.com графика игры также описывается как слабая в сравнении с другими современными играми, хотя в обзоре SpazioGames.it отмечается, что этого следовало ожидать с учётом целевой аудитории. Итальянский критик с этого сайта считает, что одной из самых красивых черт игры являются волшебные трансформации, когда Блум превращается в фею, чтобы бороться с сильными противниками, но отмечает, что таких эпизодов недостаточно много, а игроку, чтобы до них дойти, нужно потратить немало времени. Маттео Маццали пишет, что игра выглядит слишком просто и даже «не соответствует устоявшимся стандартам PlayStation 2». Он осуждает отсутствие вступительного ролика и «спартанское» главное меню. Внимание разработчиков к деталям игрового мира этот критик называет «пусть и не превосходным, но сносным». Впрочем, Томмасо Пульезе пишет, что визуально игра получилась достаточно сильной. Хотя стены школы, на взгляд автора рецензии, детализированы посредственно, и качество их текстур находится на низком уровне, в то же время он отмечает достойное качество отражений. Рецензент 7Wolf называет графику приятной, рассуждая об оригинальных и не надоедающих декорациях. Белленс пишет, что трёхмерные модели игры «немного угловаты», но интересный дизайн и осветительные эффекты «многое собой компенсируют».

### Звук
Звуковое сопровождение Winx Club также удостоилось разных мнений, но в отличие от графики большинство критиков, оценивших эту сторону игры, высказывается о ней в положительном ключе. Гарсия пишет, что игровой саундтрек прекрасно вписывается в атмосферу, а также отличается разнообразием. Аудиосоставляющая игры оценивается достаточно высоко и рецензентом 7Wolf, который отмечает чередование композиций, уже звучавших в мультсериале, с новыми, а также разнообразие звуковых эффектов в разных локациях. Элс Белленс дополняет мысли коллег: «Я никогда не слышал столько арф и переливчатых звуков в [компьютерной] игре, но они вписываются в атмосферу. Голоса и саундтрек хорошо проработаны и никогда не вызывают раздражения». Рецензенты Jeuxvideo.com и SpazioGames.it также сочли музыкальное наполнение игры вполне подходящим и вписывающимся в концепцию сериала, хотя второй критик при этом называет его «невыдающимся». Среди отрицательных мнений — оценка Маттео Маццали, согласно которой саундтрек Winx Club является весьма однообразным, а композиции «неотличимы друг от друга».